# MAN SD 200
| MAN SD 200             | MAN SD 200                                                                    | MAN SD 200                                                        |
| BVG SD 79 Wagen 3210   | BVG SD 79 Wagen 3210                                                          | BVG SD 79 Wagen 3210                                              |
| ---------------------- | ----------------------------------------------------------------------------- | ----------------------------------------------------------------- |
| Hersteller:            | Fahrwerk: MAN; Aufbau: Gaubschat, O&K, Waggon Union                           | Fahrwerk: MAN; Aufbau: Gaubschat, O&K, Waggon Union               |
| Bauart:                | Doppeldecker                                                                  | Doppeldecker                                                      |
| Produktionszeitraum:   | 1973–1985                                                                     | 1973–1985                                                         |
| Achsen:                | 2                                                                             | 2                                                                 |
| Motor:                 | bis Serie SD 83 MAN D 2556 MXUH oder D 2566 MUH Dieselmotor unterflur im Heck | Serie SD 84/85 MAN D 2566 UH                                      |
| Leistung:              | 192 PS; MAN D 2566 UH: 200 PS                                                 | 192 PS; MAN D 2566 UH: 200 PS                                     |
| Getriebe:              | bis 2812 (außer 2623–2625, 2627): Voith DIWA 506 mit 2 Gängen (Automatik)     | 2623–2625+2627, ab 2813: Voith DIWA D851 mit 3 Gängen (Automatik) |
| Höchstgeschwindigkeit: | 75 km/h                                                                       | 75 km/h                                                           |
| Radstand:              | 5.520 mm                                                                      | 5.520 mm                                                          |
| Länge:                 | 11.490 mm                                                                     | 11.490 mm                                                         |
| Breite:                | 2.480 mm                                                                      | 2.480 mm                                                          |
| Höhe:                  | 4.060 mm                                                                      | 4.060 mm                                                          |
| Fußbodenhöhe:          | 340–446 mm                                                                    | 340–446 mm                                                        |
| Türen:                 | 2 (doppeltbreit) vorn und Mitte                                               | 2 (doppeltbreit) vorn und Mitte                                   |
| Treppen:               | 1 (Mitte); später 2 (vorn und Mitte)                                          | 1 (Mitte); später 2 (vorn und Mitte)                              |
| Sitzteiler:            | 750 mm                                                                        | 750 mm                                                            |
| Sitzplätze:            | 88, unten 35, oben 53; später: 81, unten 34, oben 47                          | 88, unten 35, oben 53; später: 81, unten 34, oben 47              |
| Stehplätze:            | 8                                                                             | 8                                                                 |
| Leergewicht:           | 10.500 / 10.585 kg                                                            | 10.500 / 10.585 kg                                                |
| Zul. Gesamtgewicht:    | 16.400 / 16.500 kg                                                            | 16.400 / 16.500 kg                                                |
| Vorgängermodell:       | Büssing DE                                                                    | Büssing DE                                                        |
| Nachfolgemodell:       | MAN SD 202                                                                    |                                                                   |

Der MAN SD 200 ist ein Doppeldeckerbus, der für den West-Berliner Stadtbusverkehr konstruiert wurde. Er erschien 1973 als Nachfolge-Baureihe des Büssing DE für die BVG.

## Geschichte und Beschreibung
Die Fahrzeuge wurden von den in Berlin vertretenen Karosseriebauunternehmen Gaubschat, Waggon Union und Orenstein & Koppel (O&K) auf MAN-Fahrwerke mit MAN-Dieselmotor und Voith-Automatikgetriebe unter Podesten im Heck aufgebaut. Der selbsttragende Aufbau erhielt für Unterdeck und Zwischendecke ein Gerüst aus Stahlrohren, für das Oberdeck aus Aluminiumprofilen. Die Außenwände wurden mit Aluminiumblechen verkleidet (genietet). Die Karosserie erhielt eine Gestaltung, die sich an die Ende der 1960er Jahre vom deutschen VÖV herausgegebenen Richtlinien für den Standard-Linienbus orientierte und verschiedene Maße und Bauteile (z. B. zentrales Elektrofach an der linken Fahrzeugaußenseite beim Fahrerplatz, Fahrerarbeitsplatz mit Armaturenbrett, Beleuchtung) übernahm. Der Bus bekam aber, wie die übrigen Standard-I-Busse der BVG, die StÜLB-Front mit den vertikal an den Seiten gebogenen Windschutzscheiben.
Auf einem Fahrwerk von MAN wurden zwei Prototypen (Wagen 2514 und 2515 mit leicht anderem Äußeren als die späteren Serienlieferungen) von Gaubschat aufgebaut, die im September 1973 auf der IAA vorgestellt wurden. Die Serienproduktion begann im August 1974, die Indienststellung der ersten Serie SD 74 (Wagen 2623–2645) begann im Februar 1975. An die BVG wurden insgesamt 956 Busse der SD-200-Baureihe geliefert, acht weitere Fahrzeuge (drei aus Serie SD 76, drei aus SD 79/80 und zwei Stück aus SD 83) wurden von O&K mit leicht veränderter Ausstattung an die Lübeck-Travemünder Verkehrsgesellschaft (LVG) geliefert, wo sie im Verkehr zwischen Lübeck und Travemünde liefen. In Berlin wurden die SD 200 betriebsintern mit „SD“ (Standard-Doppeldecker) und den zwei letzten Ziffern des Jahres der Bestellung (z. B. „SD 78“ für 1978) bezeichnet.

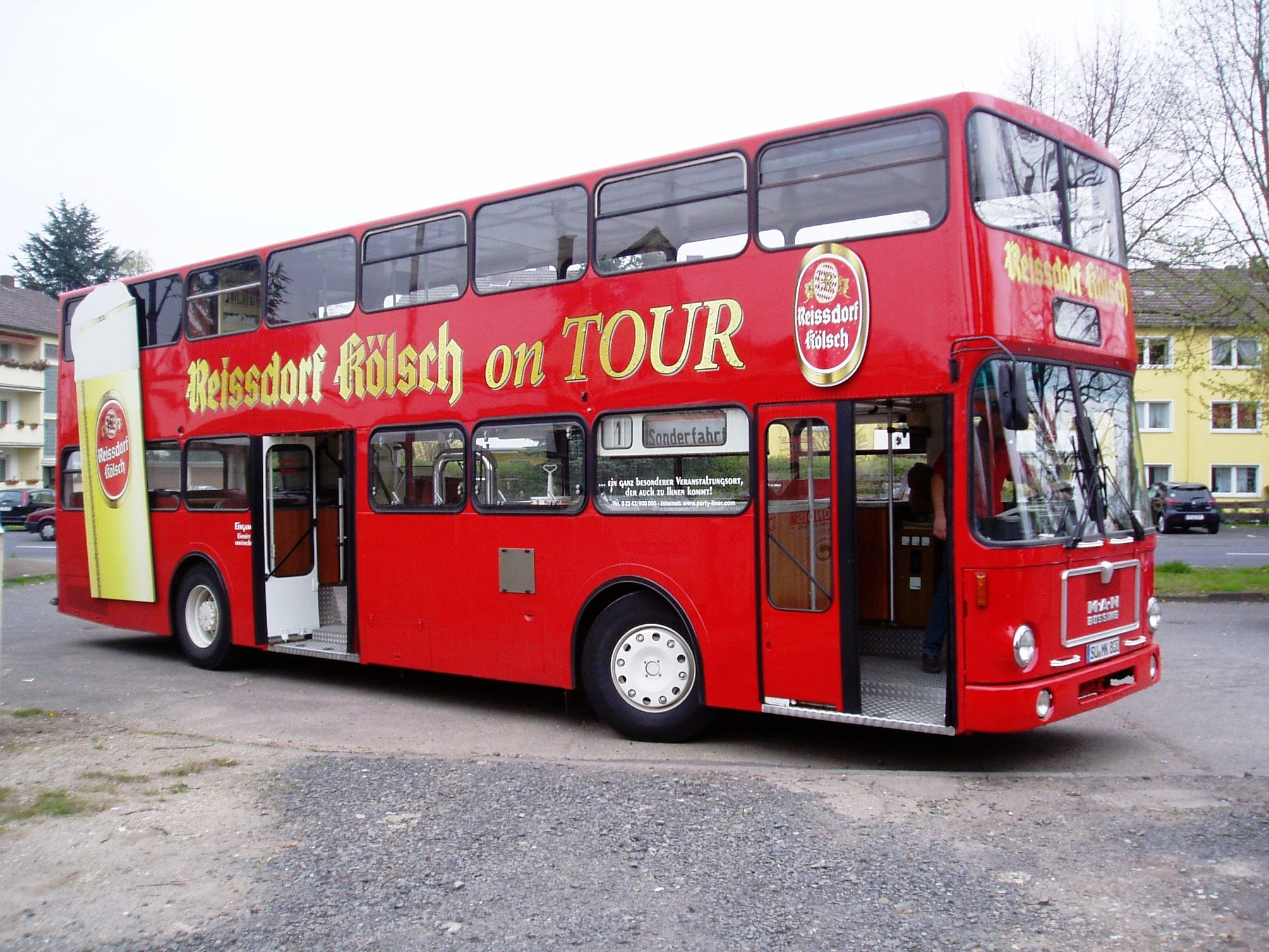
SD 76 mit Brose-Fahrtzielbändern als späterer Werbewagen, gut zu erkennen die kleine Stufe im Türbereich

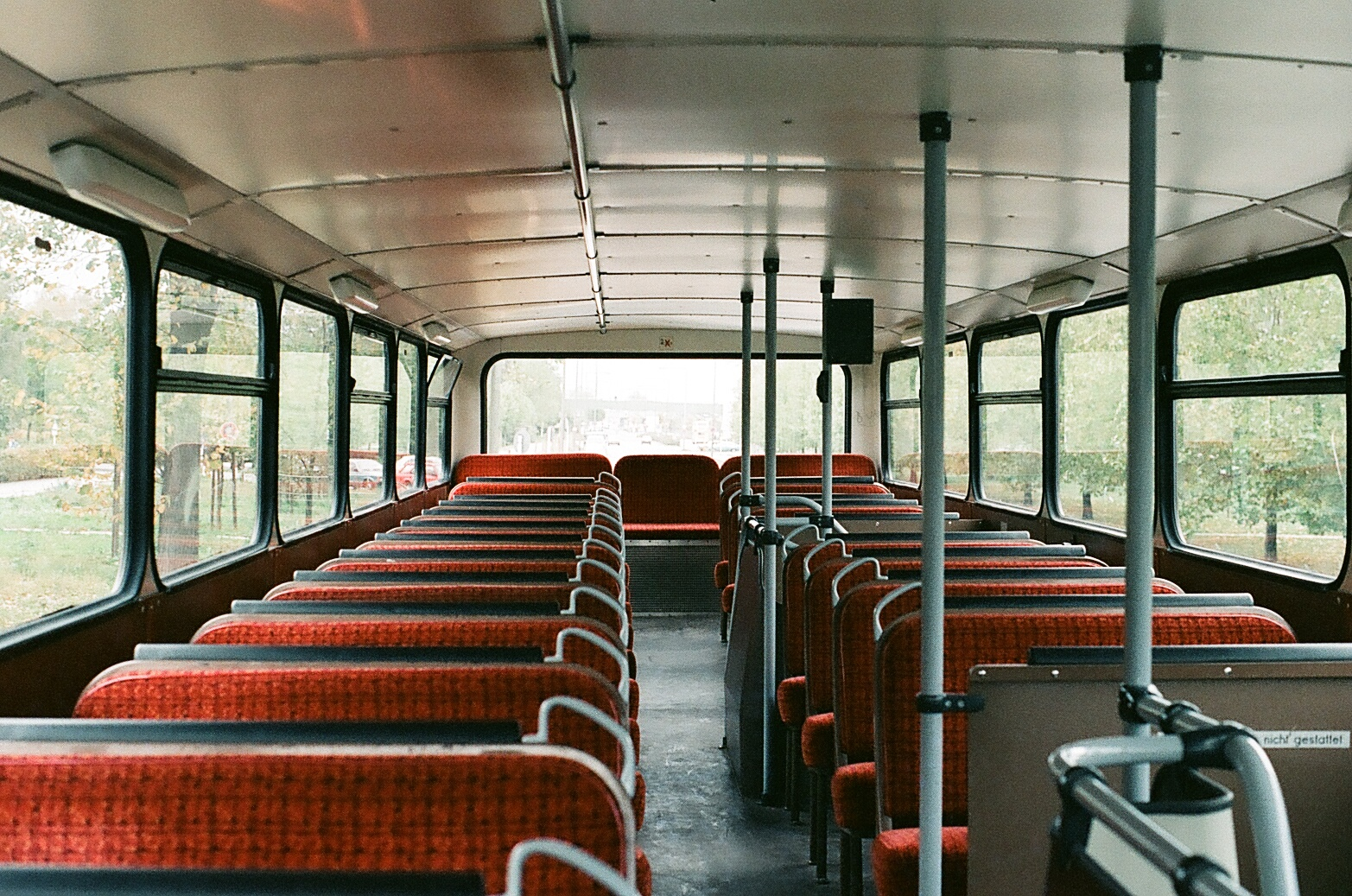
Oberdeck mit zwei Treppen und Textilpolstersitzen

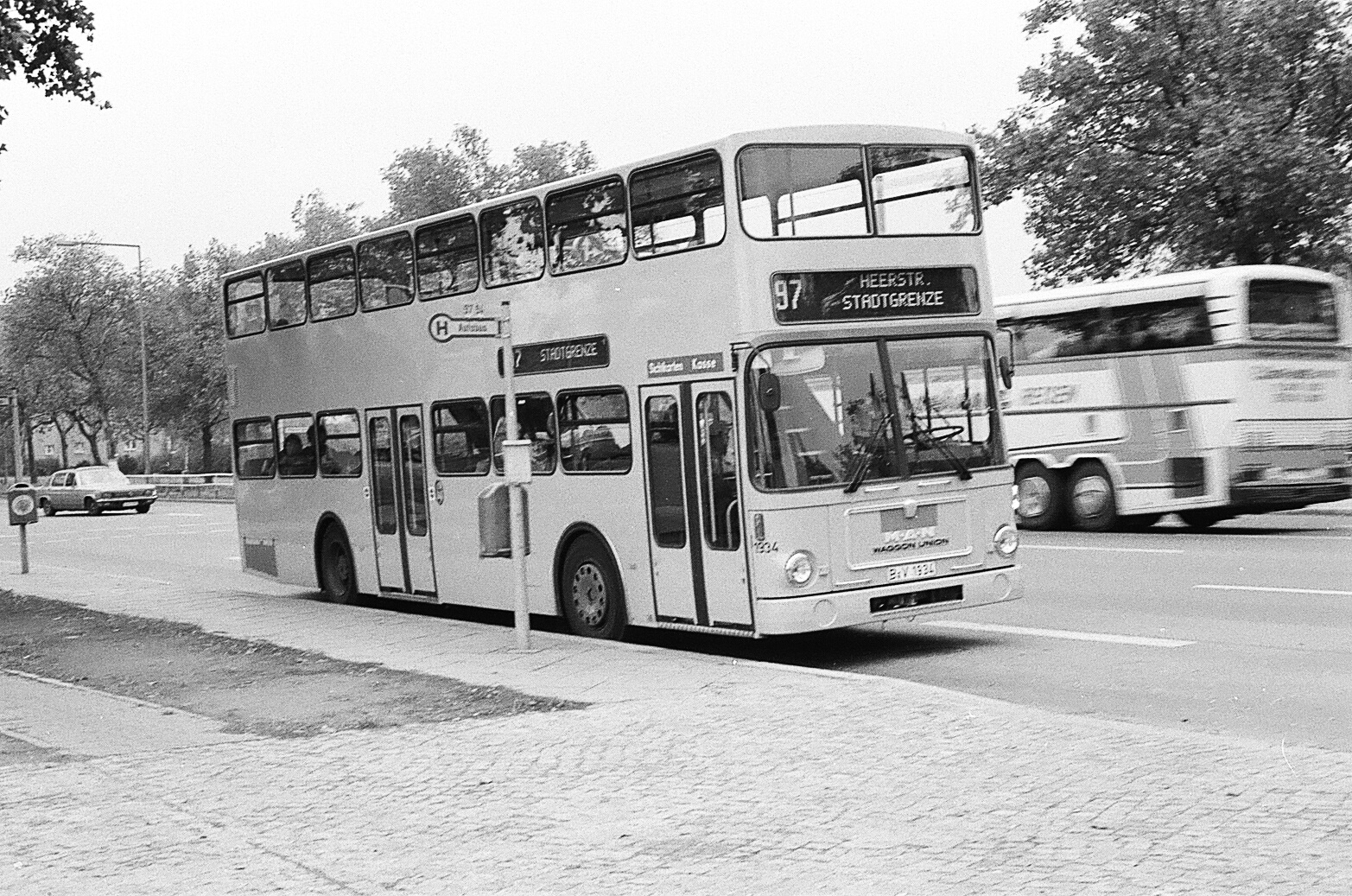
SD 82 mit ANNAX-Fahrtzielanzeigen

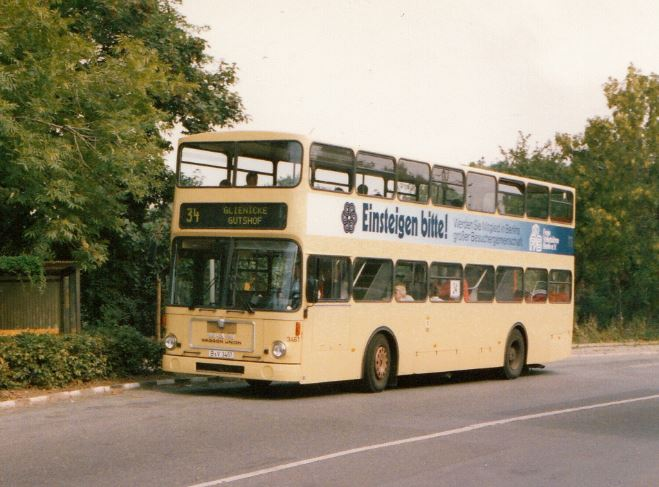
Wagen 3461 (SD 85), einer der letzten SD 200

An Front und rechter Seite erhielten die Fahrzeuge der Serien SD 73 bis SD 81 Brose-Fahrtzielbänder und an der Front sowie am Heck eine dreiteilige Bandanzeige für die Liniennummer anstatt der Steckschilder wie bei der Vorgängerbaureihe DE. Während der Bauzeit von knapp zwölf Jahren flossen eine Vielzahl technischer und konstruktiver Neuerungen in die Weiterentwicklung dieser Baureihe ein. Unter anderem wurde ab 1976 ein dreistufiges Voith-Getriebe eingebaut, das in Verbindung mit den ab 1975 verwendeten Außenplanetenachsen den unverwechselbaren Klang dieser Fahrzeuge ausmacht (ein zunächst tiefes, dann im Ton analog zur Geschwindigkeit ansteigendes Jaulen). Mit dem Einbau des Dieselmotors D 2566 UH (statt MXUH und MUH) änderte sich auch das Motorengeräusch: Es klang nun nicht mehr „blubbernd“, sondern heller und „aggressiver“.
Die für den Fahrgast wichtigste Neuerung war ab 1978 der Einbau einer zweiten Treppe hinter dem Fahrersitz, so wurde auch für den Weg nach und von oben der Fahrgastfluss (von vorn nach hinten) möglich.
Auch das „Facelift“ des Standard-I-Linienbusses (aktualisierter Fahrerarbeitsplatz, eckige Rückleuchten sowie Sitzbänke mit Textilpolster) wurde ab der Serie SD 81 übernommen. Entwerter erhielten fabrikneue Busse (nur hinter dem Fahrerplatz) erst ab 1980, zur Kennzeichnung von Wagen mit Entwerter wurde in den ersten Jahren ein kleines transparentes Kunststoffschild hinter die rechte Windschutzscheibe gesteckt.
In den letzten Produktionsjahren kamen auch bereits Komponenten der Nachfolgegeneration zum Einsatz: Ab 1982 wurden die Fahrzeuge anstatt mit Brose-Fahrtzielbändern mit Matrix-Fahrtzielanzeigen ausgestattet, in die bis zu 312 Zielangaben einprogrammiert werden konnten. Ab 1984 bzw. 1985 wurden weiterentwickelte Dieselmotoren (geändertes Verbrennungsverfahren) und Getriebe eingebaut, die später auch bei der Nachfolgebaureihe MAN SD 202 Verwendung fanden.
1980 und 1983 wurde mit dem Bau von insgesamt drei Prototypen des Nachfolgers MAN SD 202 (als Standarddoppeldecker der zweiten Generation) die Ablösung des SD 200 vorbereitet und 1985 die Produktion eingestellt. 2003 schied der letzte SD 200 aus dem Linienverkehr in Berlin aus.
Da Doppeldeckbusse im Oberdeck eine gute Aussicht bieten, sind sie nach ihrer Ausmusterung als Linienbus in vielen Städten als Sightseeingbus zu finden. Dazu wurden viele SD 200 (teilweise durch die BVG-Hauptwerkstatt) umgebaut und erhielten ein zu öffnendes Dach im Oberdeck oder wurden zu Open-Top-Doppeldeckern. Da die immer noch eingesetzten Fahrzeuge inzwischen schon über 25 Jahre alt sind, werden bei einigen Sightseeing-Bussen in Hamburg die MAN-Dieselmotoren durch solche von Daimler-Benz getauscht, da diese bessere Abgaswerte besitzen und zusammen mit den erneuerten Getrieben billiger in der Wartung sind.

## SD 200 für Bagdad
1979 erhielt MAN von den staatlichen Verkehrsbetrieben der irakischen Hauptstadt Bagdad einen Auftrag über 400 zweiachsige Doppeldeckbusse für den Stadtlinienverkehr, der 1980 auf 600 Fahrzeuge erweitert wurde. Mit der Auslieferung wurde Mitte 1980 begonnen. Der Versand erfolgte, wegen der in Deutschland im Straßenverkehr nicht zugelassenen Fahrzeughöhe, ab Berlin-Spandau mit Binnenschiffen zu den Überseehäfen Hamburg oder Bremen.
Sämtliche Aufbauten wurden auf einer modifizierten MAN-Standardbus-Bodengruppe von der Waggon Union gefertigt, die Automatikgetriebe mit Retarder des Typs ZF 4 HP 500 stammten von der Zahnradfabrik Friedrichshafen. Die leuchtend roten Fahrzeuge mit durchgehendem weißen Absetzstreifen über den Fenstern glichen weitgehend der Berliner Bauart. Sie waren jedoch 4,5 m hoch (Berlin: 4,06 m) bei einer Fußbodenhöhe im Unterdeck von 738 mm (Berlin: 446 mm) und einer Innenhöhe des Oberdecks von 1820 mm (Berlin: 1685 mm), die Länge war auf 11,08 m reduziert. Der Unterflurmotor der Bauart D 2566 MUH leistete 162 kW (Berlin: 142 kW). Weitere Unterschiede betrafen die Achsen, die Hinterachsanlenkung, die Frontscheiben und die Zielschildkästen. Sämtliche Seitenfenster wurden als Schiebefenster mit feststehender vorderer Fensterhälfte ausgeführt. Die Kapazität betrug 53 Sitzplätze im Ober- und 43 Sitzplätze im Unterdeck, Stehplätze waren nicht vorgesehen.

## Eindeckbus auf SD-200-Bodengruppe von MAN
Da die deutschen Standard-I-Linienbusse immer noch einen recht hohen Fußboden aufwiesen, der nur über zwei Stufen an den Türen zu erreichen war, wurde in den 1970er Jahren versucht, diese Höhe zu reduzieren. Das erfolgte durch Versuche mit kleineren Rädern (siehe auch den 1972 vorgestellten „Urbanbus“ der Fahrzeugwerkstätten Falkenried (FFG) in Hamburg), was zum „VÖV-Bus-II“-Prototyp (1976) und „S 80“ (beide ebenfalls FFG) und letztlich zum Standardlinienbus der zweiten Generation führte. MAN versuchte 1977 einen anderen Weg: Da es die Bodengruppe des SD-200-Doppeldeckers mit durch die Verwendung von Portalachsen niedrigeren Fußboden gab, nutzte man diese für einen Versuchsbus mit einem Eindecker-Aufbau, der als „MAN-Niederflurbus SL 200 II“ vorgestellt wurde. Dieser hatte bei einer Länge von 11,49 m und einer Höhe von 2,905 m eine Fußbodenhöhe von 445 mm bei normaler Reifengröße. Die 41 Sitzplätze befanden sich sämtlich auf den recht hohen Podesten seitlich des niedrigen Mittelganges. Eine Serienproduktion fand nicht statt, der Versuchsbus lief noch lange im MAN-Werksverkehr und wurde erst 1997 ausgemustert.